# Рудня-Воробьёвка
Рудня-Воробьёвка — деревня в Гордеевском районе Брянской области, административный центр Рудневоробьёвского сельского поселения. Расположена в 4 км к северу от Гордеевки. Население — около 200 человек (2016).
В деревне имеется отделение связи, сельская библиотека.

## История
Основана в середине XVIII века здешними землевладельцами Шираями как слобода (первоначальное название — Ходинская Рудня); в их же владении оставалась и в последующем, казачьего населения здесь не было.
До 1781 года входила в Новоместскую сотню Стародубского полка; с 1782 по 1921 в Суражском уезде (с 1861 — в составе Гордеевской волости); в 1921—1929 в Клинцовском уезде (та же волость). С 1929 в Гордеевском районе, а в период его временного расформирования (1963—1985) — в Клинцовском районе.